# Операция «Йоав»
Опера́ция «Йоа́в» («Иоа́в», ивр. מבצע יואב‎; известна также как опера́ция «Де́сять ка́зней» или «Де́сять ка́зней еги́петских», ивр. מבצע עשר המכות‎) — наступательная военная операция Армии обороны Израиля, проводившаяся 15—22 октября 1948 года в ходе Арабо-израильской войны 1947—1949 годов против египетских экспедиционных сил в Негеве и южной части средиземноморской прибрежной полосы бывшей подмандатной Палестины. С каждой стороны в боевых действиях, начавшихся после срыва заключённого 18 июля 1948 года перемирия, участвовало порядка 4 бригад пехоты при поддержке артиллерии и 1-2 батальонов бронетехники.
В ходе операции израильским силам удалось разорвать блокаду еврейских анклавов в Негеве и разделить египетские войска, заперев 4-ю египетскую бригаду в так называемом котле Фалуджа рядом с Исдудом. В последний день операции израильские войска заняли Беэр-Шеву, а вскоре после её официального завершения установили контроль и над остальной территорией Негева. Боевые действия сопровождались массовым бегством, а порой и силовым изгнанием арабского населения на территории, контролируемые войсками арабских стран.

## Обстановка перед операцией
18 июля 1948 года в Арабо-израильской войне вступило в силу второе перемирие. За десять дней, предшествовавших ему, довооружившиеся и усиленные численно израильтяне остановили продвижение египетских войск на юге от Тель-Авива и местами, в особенности в центральных районах страны и на севере, перешли в контрнаступление, в частности установив контроль над крупнейшим аэропортом страны вблизи от Лода. На юге Армия обороны Израиля установила контроль над населёнными пунктами Хатта и Каратия, перерезав сообщение между египетскими войсками в районе Газы и в Иудее. Вступившее в силу перемирие не было надёжным, стычки между сторонами продолжались на всём его протяжении. Примером могут служить бои за холм Хирбет-Махаз, господствовавший над идущей с севера на юг дорогой в Негеве: после того, как он был занят бойцами израильской бригады «Ифтах», египтяне безуспешно штурмовали его семь раз.
Положение на южном фронте оценивалось критически обеими сторонами конфликта. С точки зрения египтян, было ясно, что армия не готова воевать дальше, но они надеялись удержать достигнутые территориальные приобретения, включавшие практически весь Негев и сектор Газа. Экспедиционные силы были растянуты вдоль трёх осей: вдоль побережья от Эль-Ариша до Исдуда, между Ауджей, Беэр-Шевой и Вифлеемом на востоке и между Мадждалем и Бейт-Джибрином. Они испытывали нехватку оружия, боеприпасов и живой силы. Израиль, со своей стороны, к моменту вступления перемирия в силу потерял значительную часть территории, отведённой ему резолюцией ООН. Если бы линия прекращения огня стала новой государственной границей, египетские войска в непосредственной близости от Тель-Авива и Иерусалима создавали долгосрочную угрозу безопасности для мест высокой концентрации еврейского населения. Кроме того, по оценке израильской разведки, в дни перемирия египтяне вели активную подготовку по полной изоляции еврейских поселений в Негеве от остальных еврейских территорий. Британское министерство иностранных дел рекомендовало Египту атаковать и захватить эти поселения; на такие шаги египтяне были не готовы, но намеревались прервать связь поселений с «большой землёй», которую осуществляли конвои снабжения.
Израиль был в большей степени, чем его противники, заинтересован в возобновлении боевых действий, рассчитывая, что обстановка может измениться в его пользу. На случай прекращения перемирия в Генштабе АОИ разрабатывался план наступления на юге. Первоначальные планы лобовой атаки на основные египетские силы в Газе и Мадждале были изменены в пользу плана пошагового выдавливания египтян из Негева, предложенного новым начальником командования Юга — Игалем Алоном. Согласно этому плану, на первом этапе многоходового наступления следовало вбить клинья между передовыми египетскими позициями на осях Рафах—Исдуд и Мадждаль—Бейт-Джибрин, захватить деревни Фалуджа и Ирак-аль-Маншия и связать безопасным коридором еврейский анклав в Негеве с основной территорией страны. В дальнейшем планировалось занять сначала Мадждаль, а затем и Газу. Принятие плана о проведении этой операции израильский премьер-министр Давид Бен-Гурион описал как самое важное после принятия 12 мая решения о провозглашении независимости.

## Силы сторон
Для претворения плана израильской операции в жизнь были выделены три пехотных бригады: «Негев», «Гивати» и «Ифтах», усиленные батальоном техники из 8-й бронетанковой бригады и всей наличествующей у АОИ артиллерией (позже, уже в ходе операции, к этим силам присоединилась ещё одна пехотная бригада, «Одед»). Для принятия военных грузов в анклаве в Северном Негеве, близ кибуца Рухама, была подготовлена импровизированная взлётно-посадочная полоса. Значительные силы бригады «Ифтах» были тайно переброшены — частично в пешем строю и на машинах под прикрытием темноты, а частично воздухом — в еврейский анклав с тем, чтобы с началом боевых действий ударить по египетским позициям на линии Мадждаль-Бейт-Джибрин с юга. На обратном пути транспортные самолёты забирали бойцов бригады «Негев» на перегруппировку и переоснащение. За два месяца подготовки к операции в анклав было переправлено более 5000 человек, а также тысячи тонн горючего и снаряжения.

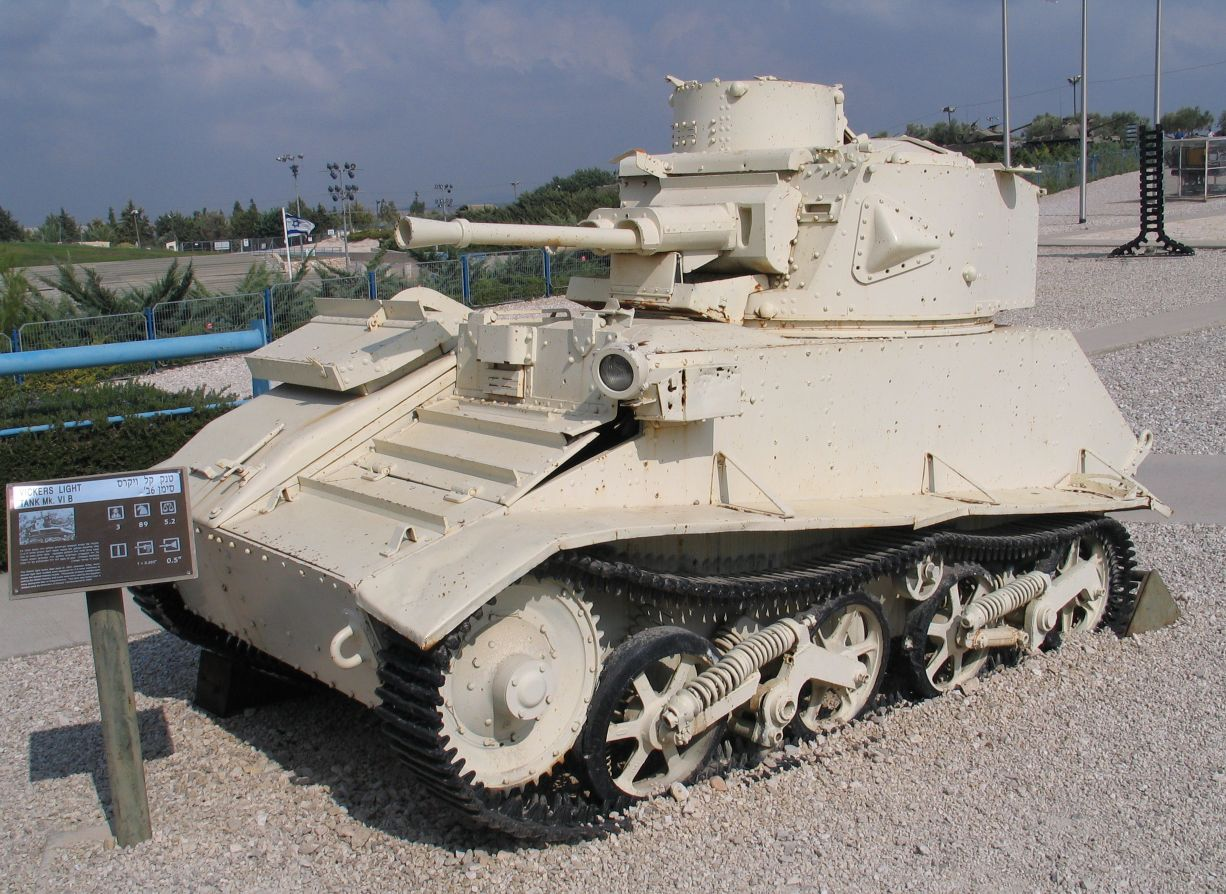
Египетский танк MkVIB в музее бронетанковых войск в Латруне

Численность египетских войск вдоль линии фронта также возросла за дни перемирия, достигнув 20 тысяч человек. Египтяне активно укрепляли занятые позиции, минировали подходы к ним и мобилизовали резервистов, в том числе из рядов местных арабов. Израильтянам противостояли силы, эквивалентные 4 пехотным бригадам (в общей сложности 9 регулярных и несколько резервных пехотных батальонов египетской армии, а также отдельные батальоны и роты суданской и саудовской армий и несколько сотен иррегуляров из военизированных организаций палестинских арабов и «Братьев-мусульман»). Пехотные войска были усилены тремя артиллерийскими и двумя бронетанковыми батальонами (по разным данным, арабы на этом фронте имели в своём распоряжении от 30 до 50 танков, а в общей сложности 135 единиц бронетехники всех видов). В распоряжении египтян были батальон лёгких танков Mark VI, батальон бронеавтомобилей Humber III и батальон 25-фунтовых гаубиц, а также батареи 18-фунтовых орудий и орудий ПВО и отдельные гаубицы калибром 4,5 и 6 дюймов, поддерживавшие расположившуюся вдоль побережья группу войск (2-я и 3-я пехотные бригады, а также саудовские, суданские и иррегулярные части). Военный аналитик Кеннет Поллак пишет о наличии у египетских сил 90 артиллерийских орудий и 135 пулемётов Bren.
Слабей всего была огневая поддержка Командования лёгких сил, удерживавшего дугу от Ауджи до Беэр-Шевы и оттуда — до Хевронского нагорья и Вифлеема. У этого соединения, включавшего, помимо иррегуляров, части 1-го (резервного) и 5-го пехотных батальонов, бронетехники не было совсем, хотя имелись на вооружении 6-фунтовые противотанковые орудия и 6-дюймовые гаубицы. Все египетские соединения испытывали острую нехватку боеприпасов. Слабость египетских позиций была также связана с тем, что они были растянуты в три длинные и тонкие линии: Командование лёгких сил — вдоль оси Ауджа-Иерусалим, части 3-й, 4-й и 2-й бригад вдоль оси Эль-Ариш—Исдуд и основная масса сил 4-й бригады, усиленная суданцами и саудовцами — самые лучшие части, в то же время наиболее зависимые от двух других осей, — вдоль оси восток-запад между Мадждалем и Бейт-Джибрином. Высказывавшиеся командующим египетским экспедиционным корпусом Ахмедом Али аль-Муауи опасения, что растянутая линия фронта необороноспособна, и предложения оттянуть войска на более удобные позиции были отвергнуты властями в Каире.

## Ход военных действий
Принципиальное решение о проведении операции в Негеве было принято 6 октября, однако, чтобы формально не считаться агрессором, Израиль ждал провокации с египетской стороны. Предполагалось, что долго ждать не придётся, так как египтяне часто, в нарушение условий о соглашении огня, препятствовали израильским конвоям с продовольствием проходить в еврейский анклав. И действительно, повод к началу операции был представлен уже 15 октября, когда египетские войска обстреляли такую колонну с продовольствием, двигавшуюся через их позиции (в части источников утверждается, что израильтяне спровоцировали перестрелку в этом случае самостоятельно, не дождавшись огня с египетской стороны). Ответный огонь со стороны колонны разозлил египтян, отправивших шесть «Спитфайров» атаковать израильские позиции в кибуце Дорот.
Сразу же после этого израильским войскам был отдан приказ о переходе к наступательным действиям. Операция, в планах Генштаба АОИ значившаяся как «Десять казней египетских», была впоследствии переименована в операцию «Йоав» — в честь одного из командиров «Пальмаха», погибшего в Негеве. Уже 15 октября начались авианалёты на египетские аэродромы, получившие отдельное название — операция «Эгроф» (с ивр. — «Кулак»). Бомбардировки продолжались четыре дня, не прекращаясь и в ночное время, когда их вели с транспортных самолётов C-46, приспособленных под бомбовозы. С этих самолётов добровольцы-израильтяне сбрасывали их груз вручную. Атака на базу в Эль-Арише завершилась уничтожением взлётной полосы и нейтрализацией значительной части египетской фронтовой авиации, что обеспечило ВВС Израиля (по данным Кеннета Поллака, порядка 25 боевых самолётов, а согласно современному израильскому историку Бенни Моррису — в общей сложности 11 истребителей и 3 бомбардировщика) господство в воздухе на ближайшие дни. Запланированный налёт на аэродром в Мадждале оказался неудачным: израильские пилоты приняли за Мадждаль соседнюю деревню Аль-Джура, служившую временным лагерем для арабских беженцев, и отбомбились по ней, вызвав значительные жертвы (по свидетельствам очевидца, от 200 до 300 пострадавших).

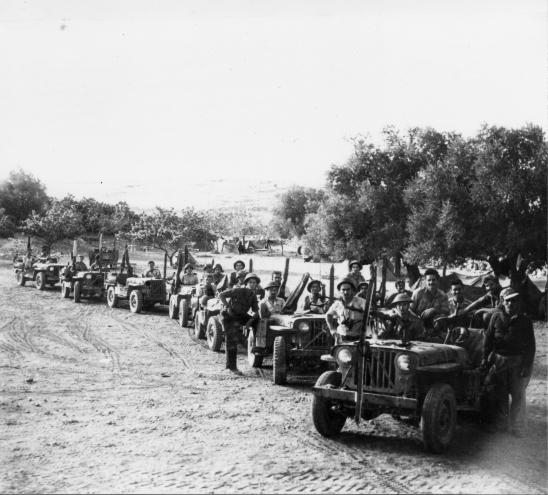
Бойцы 89-го батальона АОИ под Бейт-Джибрином в ходе операции «Йоав»

Одновременно с атаками с воздуха пришли в движение сухопутные силы Израиля. Батальон коммандос из бригады «Ифтах» заминировал железнодорожные пути, ведущие из Рафаха в Эль-Ариш, и ряд автомобильных дорог в районе Газы и Рафаха. Израильские коммандос также атаковали различные египетские военные объекты. Одновременно два батальона «Гивати» вклинились с севера на юг между египетскими силами восточнее Ирак-аль-Маншии, разрезая коммуникации между Фалуджей и Бейт-Джибрином. Хотя Игаль Алон планировал насколько возможно избегать прямых столкновений с египетскими силами, командующий 8-й бригадой и бывший непосредственный начальник Алона Ицхак Саде после начала операции внёс в этот план коррективы, предполагавшие лобовую атаку на позиции противника в районе Ирак-аль-Маншии и Каратии. Утром 16 октября бронетанковый батальон АОИ при поддержке батальона пехоты атаковал Ирак-аль-Маншию, но был отбит с большими потерями. Из пехотинцев в свои окопы сумели вернуться только 50 человек. Был подбит один из входивших в батальон танков «Кромвель», и второй вывозил его из зоны обстрела на буксире; были также безвозвратно потеряны четыре пехотных танка «Хочкисс». Вечером того же дня части «Гивати» предприняли попытку пробить коридор в еврейский анклав к западу от Ирак-аль-Маншии. В боях, окончившихся на следующий день, израильтянам удалось установить контроль над опорными пунктами, господствовавшими над перекрёстками дороги из Мадждаля в Фалуджу. Была также взята деревня Каукаба, но деревня Хулейкат осталась в руках египтян, и коридор между северными и южными еврейскими районами установить не удалось. Ицхак Саде и его единомышленники выдвинули предложение установить связь с еврейскими поселениями, прорвав линию противника на восточном фланге, вдоль склона горы Хеврон, но Алон отверг этот план из-за отсутствия приемлемых дорог в этом районе. Налаживание связи потребовало бы в этом случае постройки новой дороги, аналогично «Бирманской дороге», ранее временно связавшей с еврейской территорией осаждённый Иерусалим.
Одновременно в районе побережья подразделения бригады «Ифтах» заняли дорогу у Бейт-Хануна, что создало угрозу окружения египетских сил к северу от этого места. Вместо оказания поддержки египтянам руководство других арабских стран вступило с ними в пререкания, обмениваясь взаимными обвинениями, а Израиль, уверившись, что дополнительных войск у противника не будет, перебросил с севера бригаду «Одед», нарастив свои силы в зоне боёв. Командующий египетскими экспедиционными силами аль-Муауи, видя успехи израильских войск, отводил свои подразделения местами практически без боя, сокращая по возможности линию фронта. С его точки зрения, речь шла уже не об удержании захваченных территорий в Палестине, а о «защите египетской земли», как гласила его депеша в Каир 20 октября. В то же время в переговорах с союзниками египетские представители решительно отказывались от прямой помощи, требуя вместо этого от трансиорданцев и иракцев возобновить боевые действия на других фронтах, чтобы облегчить нагрузку на египетские войска.
Уже 16 октября, на второй день боёв, глава комиссии наблюдателей ООН генерал Уильям Райли потребовал нового прекращения огня и возвращения израильских сил к линии перемирия 14 октября. Его требования были проигнорированы израильским руководством. 19 октября Совет Безопасности ООН единогласно принял резолюцию с требованиями немедленной остановки боевых действий и перехода к переговорам о возвращении к линиям 14 октября; при этом американцы не участвовали в обсуждении этой резолюции, а советский представитель сумел добиться, чтобы в ней не содержалось прямого требования об одностороннем отступлении. Израиль счёл возможным ещё два дня тянуть время, прежде чем 21 октября сообщить ООН о готовности прекратить огонь. Первоначально Давид Бен-Гурион предложил прекратить наступательные действия через 12 часов после того, как Египет подтвердит готовность к перемирию, но в итоге были назначены точны дата и время прекращения огня — 3 часа пополудни 22 октября.

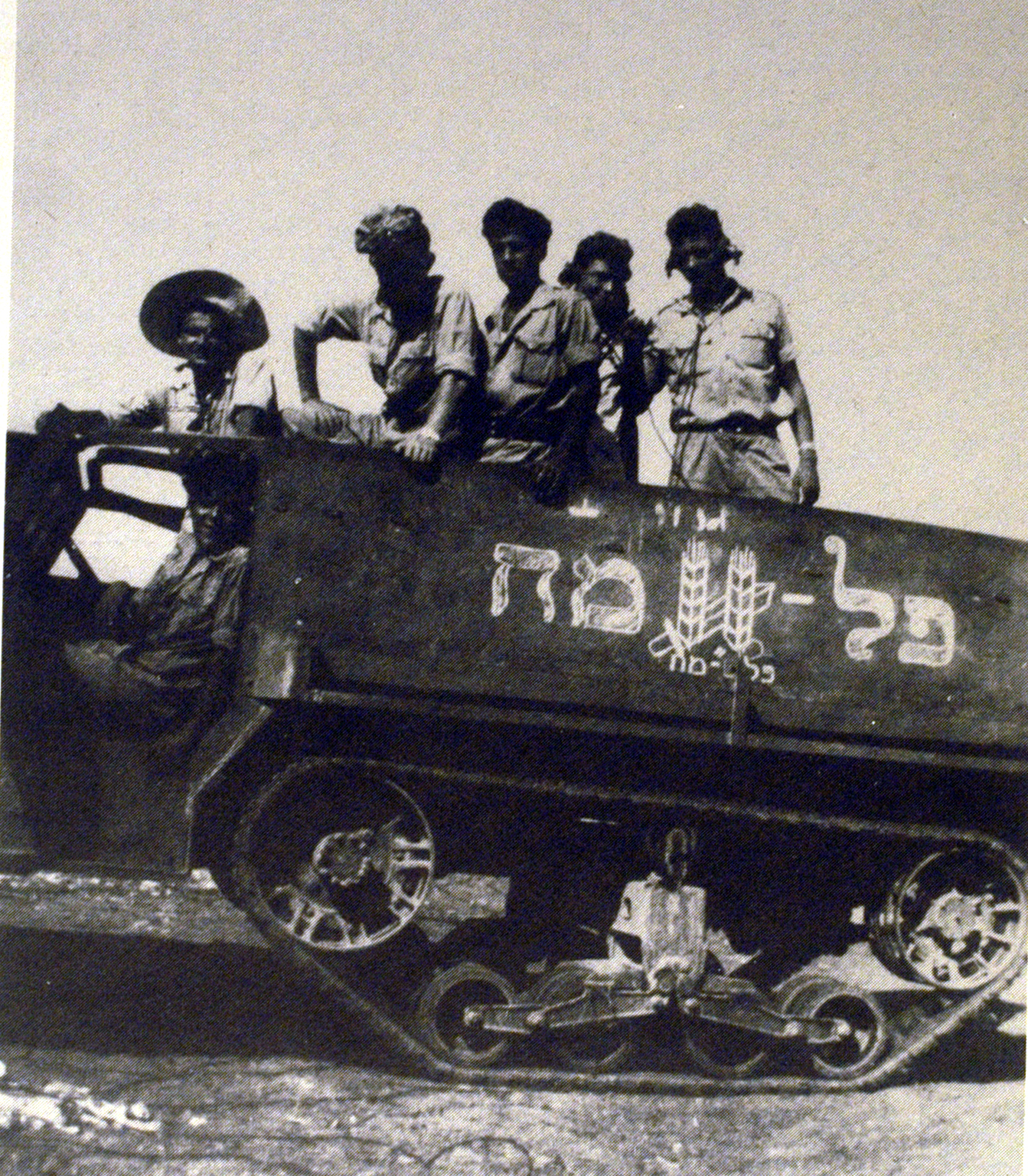
Бойцы «Пальмаха» на бронетранспортёре M3 в Негеве

В условиях, когда боевые действия в любой момент могли быть остановлены, Игаль Алон решил идти на риск и нанёс новый удар в районе Хулейката. В ночь с 19 на 20 октября деревня была атакована силами «Гивати» под командованием Цви Цура (2-й батальон полностью и приданная ему рота 4-го батальона). Со стороны египтян в бою участвовал батальон, усиленный ротой саудовской пехоты и ротой тяжёлого вооружения и занимавший шесть высот, поддерживающих друг друга огнём. Израильтяне брали эти высоты одну за другой врукопашную, сразу пуская в ход захваченное оружие. Бой, в котором погибли 30 израильтян, закончился к утру 20 октября победой АОИ, это означало, что теперь поселения в Негеве связаны коридором с «большой землёй». В то же время попытки овладеть ещё одним египетским опорным пунктом — фортом Ирак-Суэйдан — каждый раз заканчивались неудачей. К утру 22 октября было предпринято шесть таких атак, последние из которых предварялись авиаударами, но несогласованность действий и небольшое количество задействованных сил не позволили израильтянам добиться успеха. Неприступный форт получил от них название «чудовище (монстр) на холме».
После решения основной задачи операции — деблокирования поселений в Негеве — Алон мог выбирать, наступать ли на Мадждаль и Газу либо совершить бросок на «столицу Негева» — город Беэр-Шева. Он выбрал второе и получил на этот шаг «добро» от Генштаба АОИ. Давид Бен-Гурион сомневался в способности сил Алона взять Беэр-Шеву в короткий период до нового прекращения огня, но тот пошёл на риск. Уже вечером 19 октября через только что открытый проход мимо Хулейката в сторону Беэр-Шевы двинулась колонна, в состав которой входили силы 82-го бронетанкового и 7-го пехотного батальонов, достигшие города к 21 октября. По дороге к ним присоединилась часть 9-го батальона.

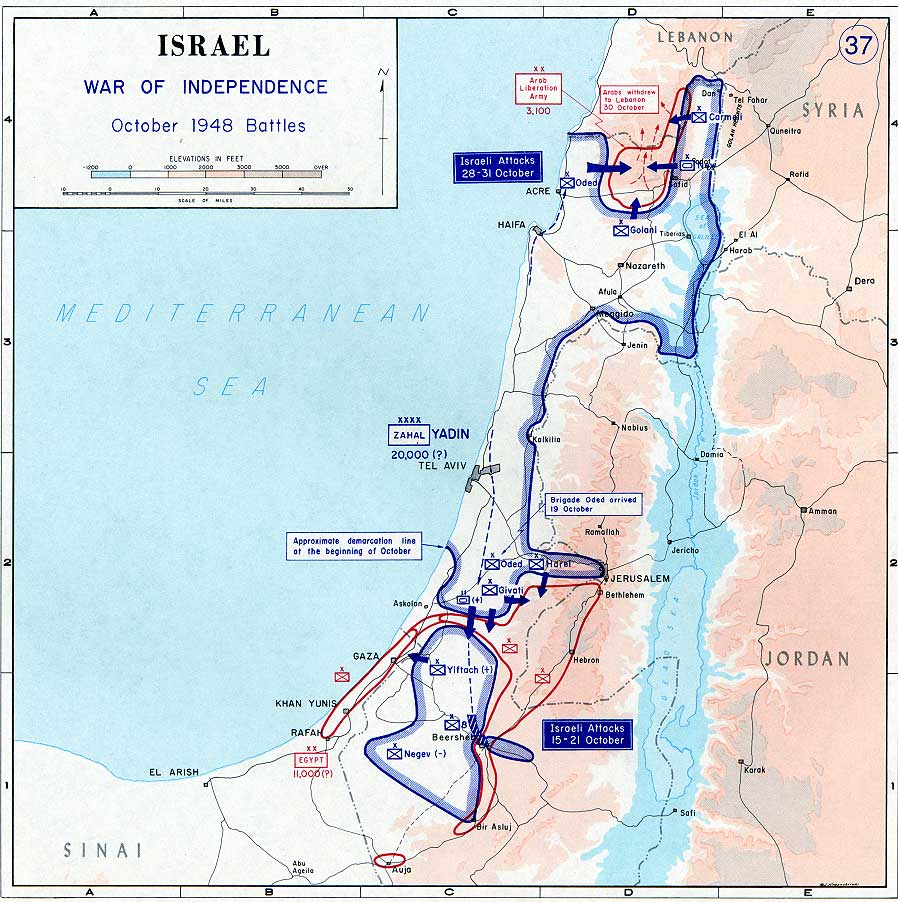
Карта боевых действий во второй половине октября 1948 года

Штурм Беэр-Шевы начался в 4 часа утра 21 октября. Город защищал гарнизон численностью до 500 человек (1-й пехотный батальон при поддержке сотен иррегуляров из Северной Африки и Палестины, а также тяжёлой артиллерии и миномётов), но бой за Беэр-Шеву был коротким, и к девяти утра египтяне капитулировали. Особо отличились бойцы так называемых «Французских коммандос», которыми командовали бывшие офицеры французской армии; основные потери среди израильтян тоже пришлись на их долю — за 2,5 часа боёв в городе они потеряли четверых человек убитыми и 13 ранеными. Гражданское население в основном покинуло город до начала боёв, но израильтяне захватили в плен около 120 солдат противника. Некоторые из них были убиты уже после сдачи в плен — кто-то из солдат 9-го батальона кинул гранату в помещение мечети, где содержались военнопленные, в качестве мести за погибших однополчан. Были убиты также несколько местных жителей, не покинувших город; имели место также грабежи в покинутых домах. Со взятием Беэр-Шевы была восстановлена связь с еврейскими аванпостами Бейт-Эшель и Неватим, изоляция которых продолжалась несколько месяцев.
Одновременно с действиями на основном фронте успехов в процессе операции «Йоав» добилась также израильская бригада «Харель», действовавшая в гористых районах между Бейт-Джибрином и Иерусалимом. Ей удалось отсечь основные египетские силы от Вифлеема, попутно расширив израильский коридор к Иерусалиму. Эти боевые действия в израильской историографии известны как операция «Ха-Хар» (с ивр. — «Гора»). В дополнение к успехам на суше израильтянам удалось нанести Египту болезненный удар и на море. 21 октября у берегов Газы был замечен флагман египетского ВМФ — корабль «Эмир Фарук» — в сопровождении тральщика класса BYMS. К египетскому флагману был направлен диверсионный отряд из трёх человек на катерах-брандерах. Обе цели были поражены, тральщик получил повреждения, а «Эмир Фарук» затонул.
Новое соглашение о прекращении огня вступило в силу в 15:00 22 октября. Несмотря на это, и в следующие дни продолжались боевые действия, результатом которых были новые территориальные приобретения для израильской стороны.

## Итоги и последующие события
Операция «Йоав» стала крупнейшей военной операцией АОИ не только с начала войны, но и вплоть до её завершения. Впервые с начала боевых действий израильская сторона не испытывала нехватки в вооружении и боеприпасах. Бойцы вспоминали:
Уже не надо было запрашивать разрешения штаба бригады на каждый выстрел из миномёта, на каждый артиллерийский снаряд. Всё было у нас: тяжёлые пулеметы, трёхдюймовые миномёты, артиллерия. Вот это изобилие! Пришёл, наконец, и на нашу улицу праздник…
В результате операции была ликвидирована военная угроза для Тель-Авива, установлена постоянная наземная связь Израиля с еврейскими поселениями в Негеве и занята Беэр-Шева. Новая линия фронта на юго-западе проходила между Беэр-Шевой и Газой. Последствия для египетского экспедиционного корпуса были катастрофическими. Египетские силы оказались разрезаны на четыре части: три отдельных бригады в районе Газа-Рафах, в районе Мадждаля и в котле Фалуджа, а также два батальона в районе Иерусалима-Хеврона. Захват Бейт-Хануна израильтянами 22 октября сделал реальным окружение бригады в прибрежной полосе, и в следующие две недели египетское командование вывело войска с участка у Мадждаля и Исдуда (поскольку основные дороги уже были заняты израильтянами или заминированы, египетские военные инженеры сумели обеспечить отвод войск, построив из брёвен и проволочных сеток импровизированный настил вдоль побережья Сектора Газа). Вместе с отступавшими войсками уходило и большинство арабских жителей этих городов; массовый исход населения начался также из Бейт-Джибрина, и трансиорданские войска установили кордоны, чтобы воспрепятствовать движению колонн беженцев в сторону Хеврона.

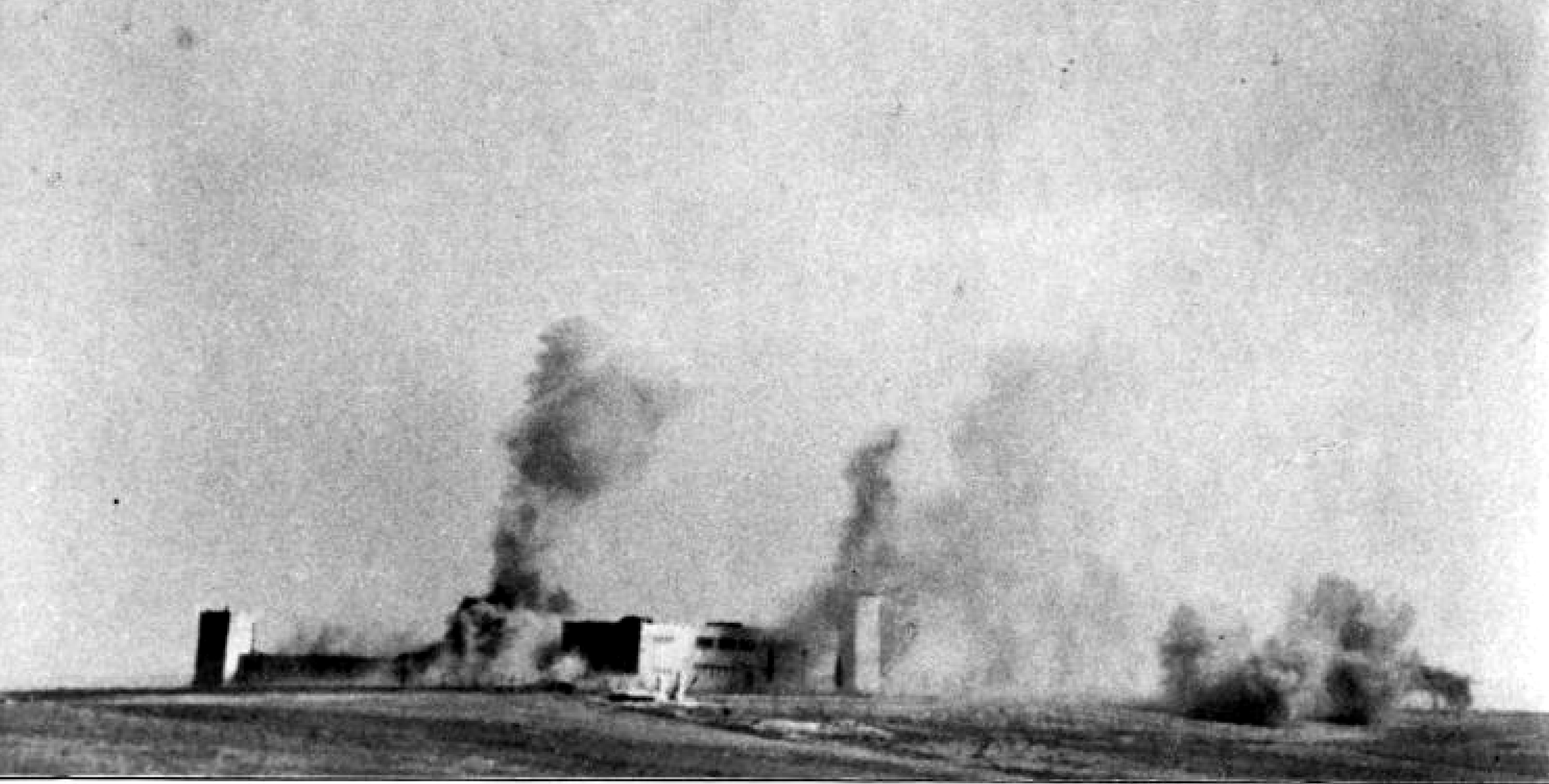
Артобстрел форта Ирак-Суэйдан (из архива «Пальмаха»)

28 октября израильские силы заняли Исдуд, а 6 ноября — Мадждаль. Был также возвращён контроль над оставленными в первые дни войны кибуцами Ницаним и Яд-Мордехай. Командующий египетскими силами аль-Муауи был снят с должности и объявлен виновником поражения, а на его место назначен генерал-майор Садык, который, впрочем, продолжил отвод войск, начатый его предшественником. 27 октября пал удерживаемый египтянами полицейский форт в Бейт-Джибрине, а 9 ноября израильтянам наконец удалось захватить форт Ирак-Суэйдан; к штурму были подключены 75-мм орудия, тяжёлые миномёты и танки. Мешок вокруг египетской бригады в районе Фалуджи и Ирак-аль-Маншии затянулся ещё туже. Предложения Джона Глабба — командующего Арабским легионом — оказать поддержку блокированным египетским войскам были отвергнуты королём Трансиордании Абдаллой (по более поздним утверждениям высокопоставленного трансиорданского офицера Абдуллы Таля, король знал о планируемой израильтянами операции и одобрил её план, но никаких документов, подтверждающих это обвинение, не существует). В итоге египетская бригада (порядка 4000 солдат и офицеров под командованием суданского бригадного генерала Саида Таха Бея, в число которых входил майор Гамаль Абдель Насер) оставалась блокированной до заключения перемирия 24 февраля 1949 года.

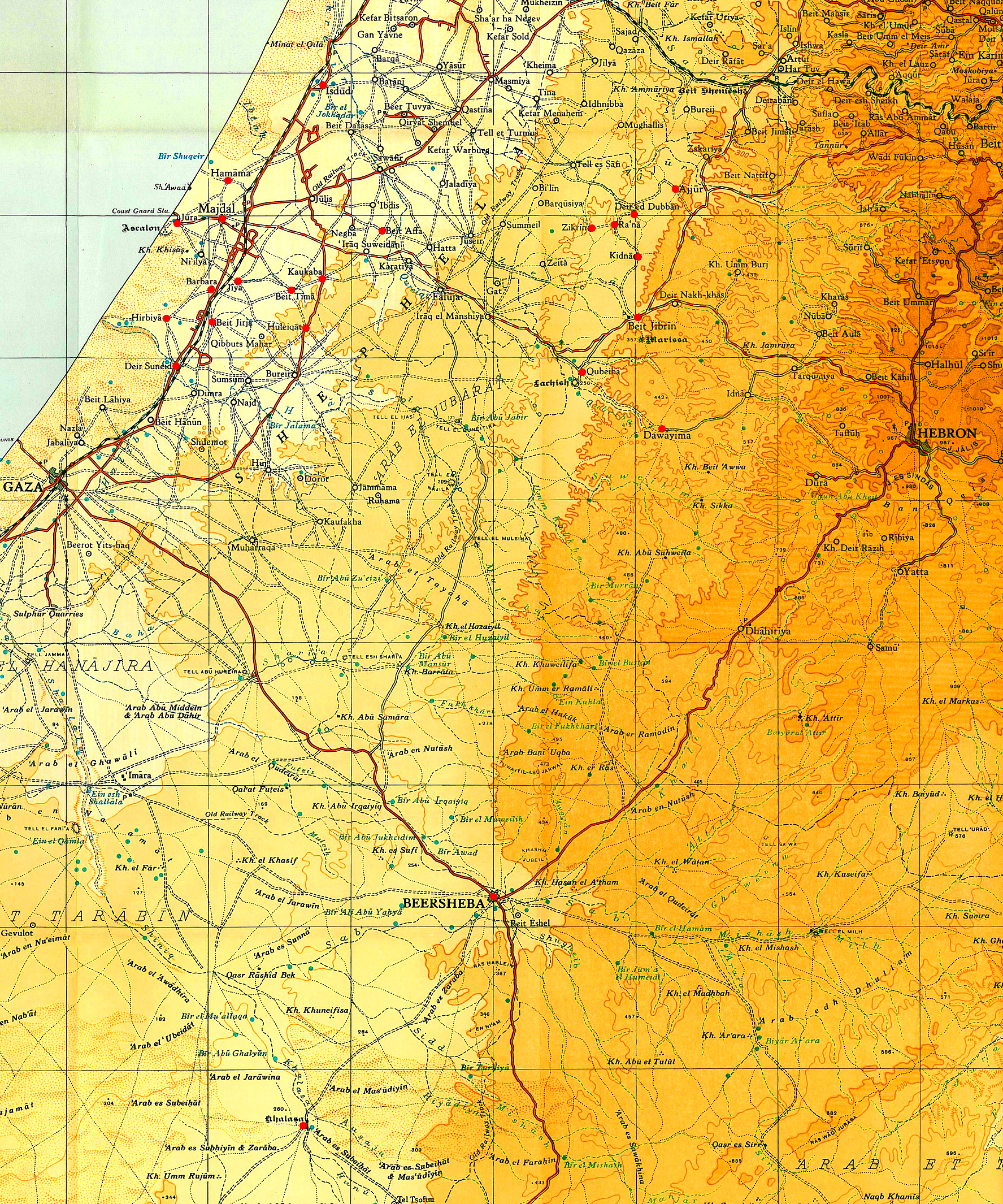
Красными точками на карте обозначены занятые израильтянами арабские населённые пункты

В процессе операции «Йоав» и боёв в последующие дни израильскими войсками был захвачен целый ряд арабских населённых пунктов. В большинстве случаев, согласно Бенни Моррису, население покидало их до появления израильтян. Это отвечало стремлениям израильского командования, не желавшего оставлять в тылу наступающих войск враждебное население, и те жители арабских населённых пунктов, кто не покинул их самостоятельно, изгонялись — так, например, из Беэр-Шевы было силой изгнано около 350 человек (всего же город покинули порядка пяти тысяч жителей, не считая нескольких тысяч бедуинов из окрестностей города). Наиболее массовым был поток беженцев в сторону сектора Газа. Часть населения также была изгнана на территорию Трансиордании, в основном в сторону города Эль-Карак. С большей жестокостью израильские силы действовали в нескольких деревнях на склонах горы Хеврон — в частности, при депортации населения деревни Аль-Даваима были убиты несколько десятков мирных жителей. Руководство Израиля официально осуждало жестокое обращение с арабским гражданским населением, но никто из участвовавших в убийствах не предстал перед судом ни во время, ни после войны. В целом политика Израиля по отношению к остававшемуся в захваченных городах населению была непоследовательной. В Исдуде, где из пяти тысяч жителей остались несколько сотен, они после вступления израильских войск первоначально получили разрешение остаться в своих домах, но затем командование Южного округа отменило это разрешение и отдало приказ о депортации; в Мадждале в схожей ситуации разрешение отменено не было, и около тысячи арабских жителей остались в своих домах — более того, были разосланы патрули, сообщавшие беженцам в окрестностях города, что те могут вернуться.
Переброска израильских войск на юг оставила относительно незащищёнными северные линии прекращения огня. Этим решило воспользоваться командование Арабской освободительной армии во главе с Фавзи аль-Кавукджи. АОА атаковала израильские позиции в районе кибуца Менара. В ответ 29 октября была развёрнута наступательная операция уже в Галилее, получившая название «Хирам» и к 31 октября окончившаяся полным разгромом и изгнанием всех арабских войск из Галилеи. Израильские силы дошли до реки Литани, арабская сторона потеряла более 400 человек убитыми и 500 пленными. На юге крупномасштабные военные действия возобновились 22 декабря с началом операции «Хорев». Её итогом стало установление израильского контроля над всем Негевом, кроме сектора Газа, и даже продвижение израильских войск на территорию Синайского полуострова. Эти события резко ускорили подписание окончательных соглашений о прекращении огня между Израилем и Египтом, переговоры о котором были начаты уже 6 января 1949 года.